# 迪士尼駅 (上海市)
座標: 北緯31度8分36.4秒 東経121度39分49秒 / 北緯31.143444度 東経121.66361度
迪士尼駅（ディズニーえき、Disney Resort Station）は中華人民共和国上海市浦東新区に位置する上海地下鉄11号線の駅である。

## 駅周辺
- 上海ディズニーリゾート
  - 上海ディズニーランド
  - 上海ディズニーランドホテル
  - トイ・ストーリーホテル
  - ディズニータウン

## 歴史
- 2015年12月19日 - 開業。

## 隣の駅
上海軌道交通
■11号線
迪士尼駅 - 康新公路駅